# Bertogne
Bertogne ist ein Ortsteil der belgischen Gemeinde Bastogne gelegen in der Region Wallonien in der Provinz Luxemburg. Bertogne war bis zur Fusion am 2. Dezember 2024 eine eigenständige Gemeinde.
Die Gemeinde Bertogne wurde zum 1. Januar 1977 im Zuge der Belgischen Gemeindereform aus den folgenden 3 bisher selbständigen Gemeinden gebildet (nunmehr Ortsteile der Gemeinde Bertogne). Im Februar 2022 wurde bekannt, dass die Gemeinde Bertogne und die Stadt Bastogne zeitgleich mit den anstehenden Kommunalwahlen von 2024 fusionieren werden.
Aus der Geschichte ist nur bekannt, dass der Ort im Jahr 1005 in einer Schenkung König Heinrichs II. erscheint (D H II Nr. 093 in regnum francorum online) und eine Kirche im Jahr 1398 erwähnt wird (RIplus Regg Wenzel Nr. 3325).
| amtlicher Name (franz.) | wallonischer Name      | deutscher Name |
| ----------------------- | ---------------------- | -------------- |
| Bertogne                | Biertogne              | Bertnach       |
| Longchamps              | Lontchamp-dlé-Bastogne | Langfeld       |
| Flamierge               | Flamidje               | Flandebergen   |